# Alter Katholischer Friedhof (Dresden)

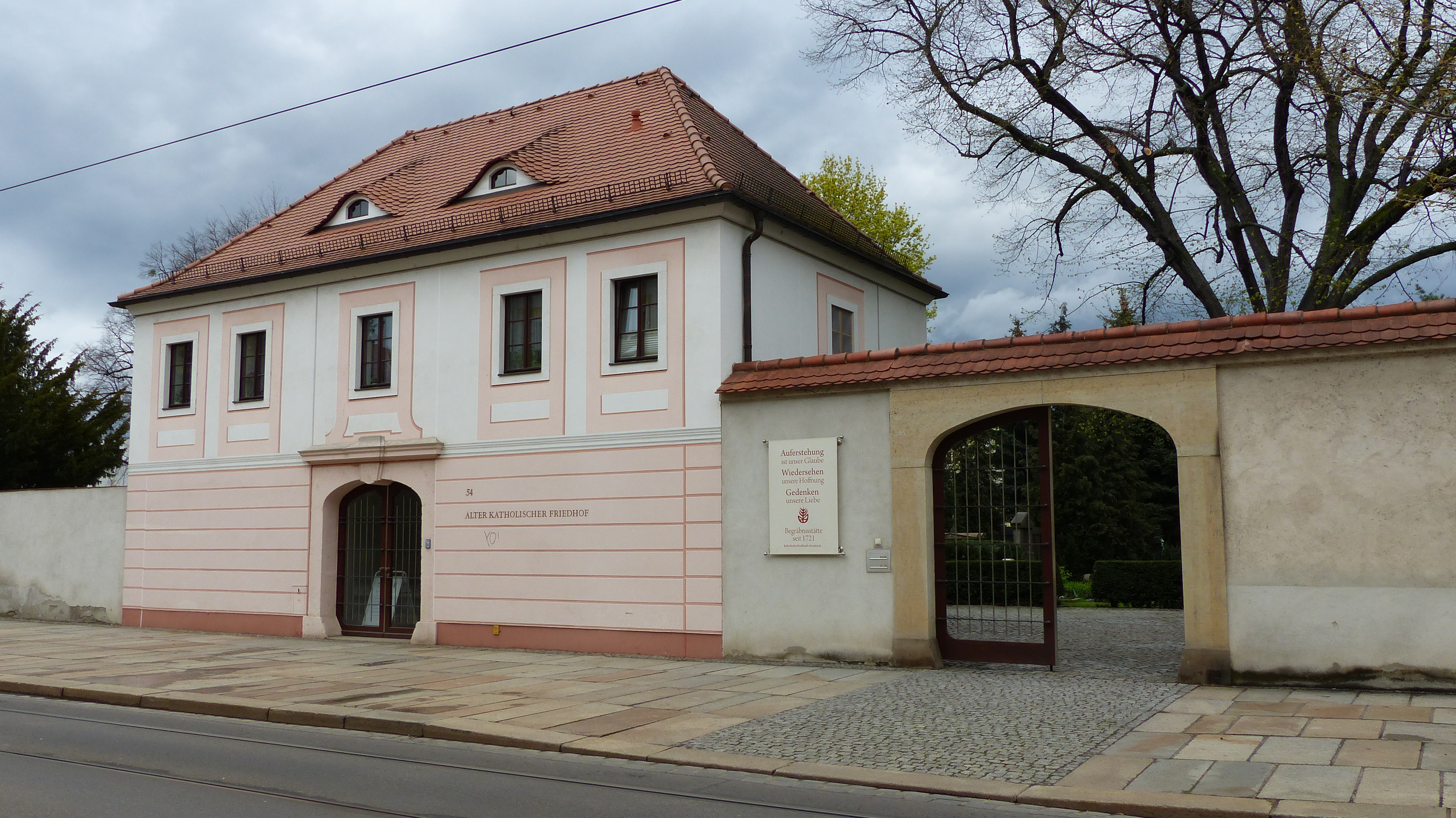
Eingang zum Alten Katholischen Friedhof

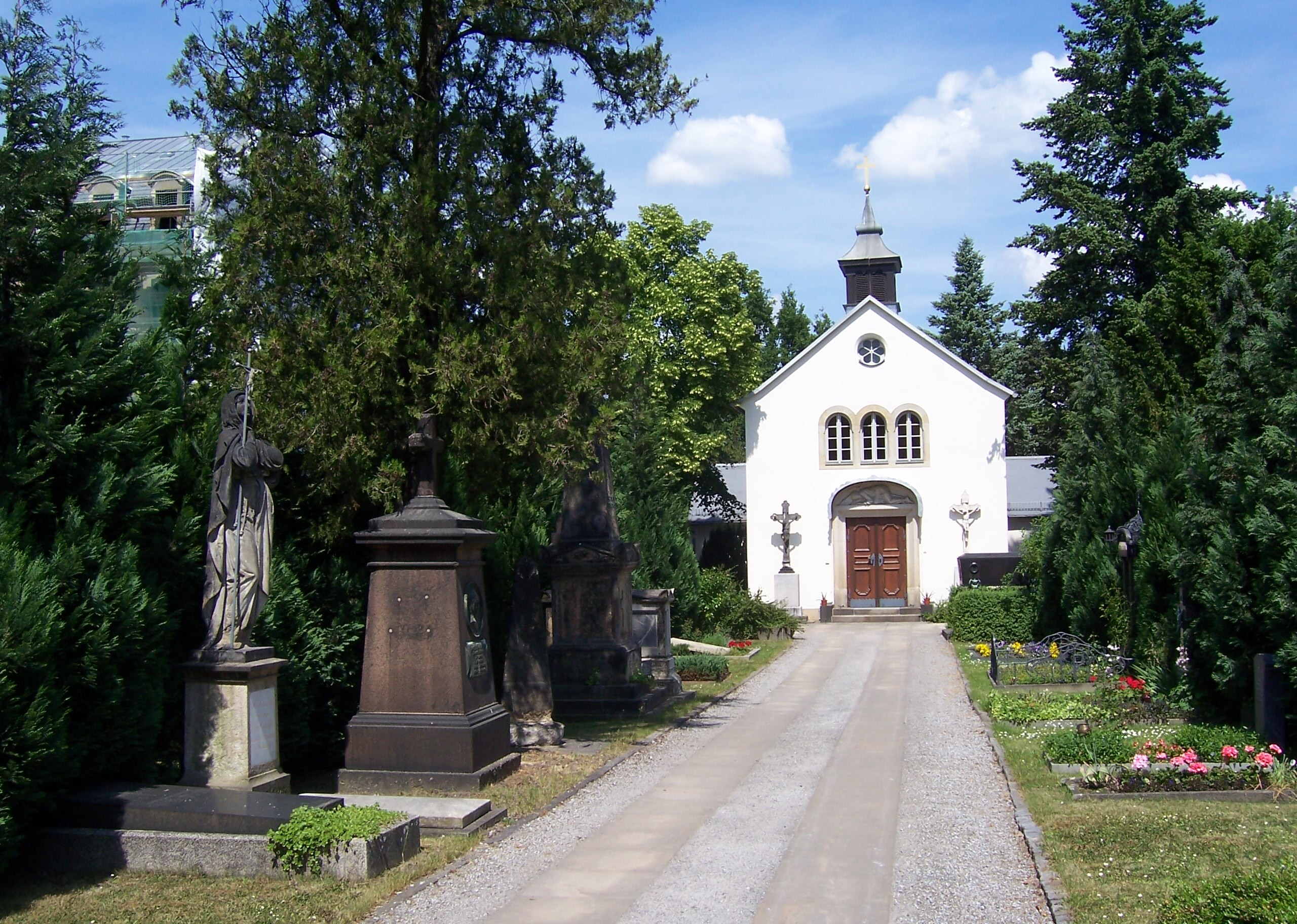
Kapelle des Alten Katholischen Friedhofs

Der Alte Katholische Friedhof (auch Innerer Katholischer Friedhof) zählt zu den ältesten noch bestehenden Begräbnisstätten Dresdens und war zum Zeitpunkt der Einweihung 1724 der erste katholische Friedhof der Stadt nach der Reformation. Aufgrund zahlreicher Grabmale des Barock, Rokoko und Klassizismus zählt er zu den kulturhistorisch bedeutendsten Friedhöfen im Dresdner Raum. Die 11.000 Quadratmeter große Anlage gehört zu den Kulturdenkmalen der Dresdner Friedrichstadt.
Namentlich hebt sich der Alte Katholische Friedhof vom Neuen Katholischen Friedhof ab, der sich ebenfalls in der Dresdner Friedrichstadt befindet.

## Geschichte

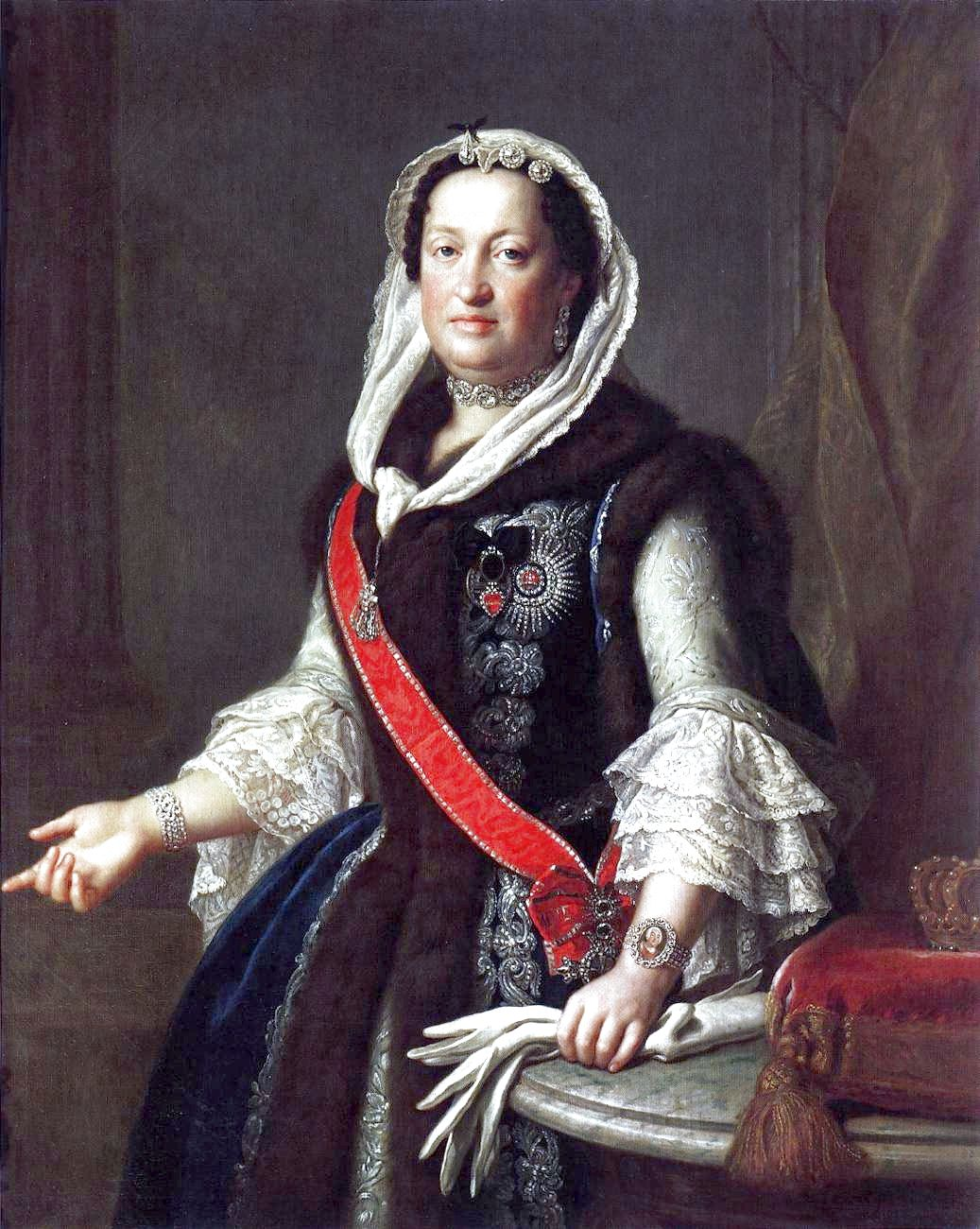
Maria Josepha von Österreich, die Initiatorin des Alten Katholischen Friedhofs

Katholische Friedhöfe waren, wie auch jüdische Friedhöfe, im streng protestantisch geprägten Dresden noch im 17. Jahrhundert verboten. Als August der Starke im Handel um die polnische Königskrone im Jahr 1697 zur katholischen Kirche konvertierte, wuchs in den folgenden Jahren der Zuzug katholischer Künstler, Gelehrter und Beamter in die Hauptstadt Sachsens. Ebenso politisch motiviert war die Heirat des Kurprinzen Friedrich August (II.) mit der österreichischen Erzherzogin Maria Josepha im Jahr 1719, die August der Starke selbst vorangetrieben hatte. Durch eine Verbindung mit Österreich hoffte er unter anderem, Verbündete gegen die immer stärker werdenden Preußen zu gewinnen. Maria Josepha war streng katholisch erzogen worden und ließ sich im Ehevertrag „versprechen, daß alle ihre männlichen und weiblichen Bedienten auf einem eigenen Kirchhof … begraben werden sollten“. Zuvor mussten sich Katholiken entweder im Kloster St. Marienstern in der Lausitz oder in Böhmen beerdigen lassen. War dies aus finanziellen Mitteln nicht möglich, konnten sie auch entgegen ihrem Glauben auf protestantischen Friedhöfen beigesetzt werden.
Am 2. Oktober 1720 erteilte August der Starke den Auftrag, den ersten katholischen Friedhof Dresdens anzulegen. Um Konflikte mit der protestantischen Bevölkerung zu vermeiden, wurde dafür ein Platz außerhalb der Residenzstadt im damaligen Kammergut Ostra gewählt. Die Vorstadt Dresdens war erst 1670 gegründet worden und zählte zu den wenig besiedelten und einladenden Besitztümern des Kurfürsten. Katholiken konnten sich nur unter bestimmten Bedingungen auf dem neuen Friedhof beerdigen lassen. Sie mussten entweder aus dem Hofstaat von Maria Josepha stammen oder zu ihren Bediensteten gehören. Tote mussten vor der Beerdigung beim Rat der Stadt gemeldet werden und die Begräbnisse selbst in aller Stille stattfinden. Zugleich verbot August der Starke, je am Friedhof Veränderungen vorzunehmen oder eine Kapelle zu bauen. Gruftbauten waren verboten, „was zeitgenössisch eine Herabsetzung des betreffenden Friedhofs beinhaltete“. Der Friedhof unterstand August dem Starken selbst, der trotz seines katholischen Glaubens Oberhaupt der protestantischen Landeskirche geblieben war.

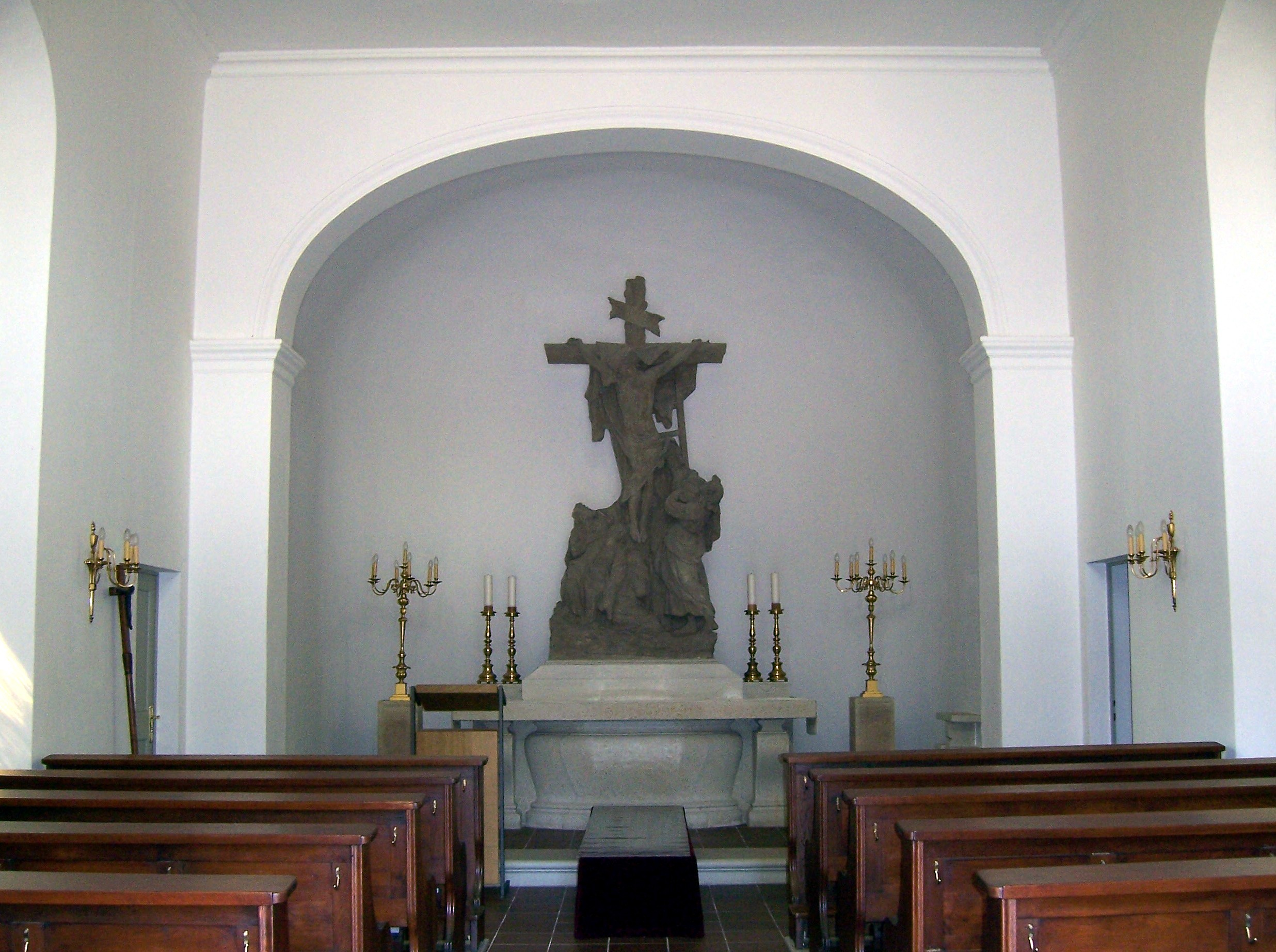
Kreuzigungsgruppe von Balthasar Permoser in der Friedhofskapelle

Erst 1723 erließ August der Starke zwei Gunstbriefe, in denen er festlegte, dass bei Beerdigungen auf dem Friedhof im Gegensatz zu Beerdigungen auf protestantischen Friedhöfen keine Begräbnisgebühren an protestantische Geistliche entrichtet werden müssen. Auch Katholiken, die zum Hofstaat des Königs und des Kurprinzen gehörten, durften nun auf dem Friedhof beigesetzt werden, mussten jedoch die Gebühr bezahlen. Überprüft wurden die „auserwählten“ Katholiken über ein beglaubigtes Verzeichnis, das alle Katholiken am sächsischen Hof auflistete und das dem Evangelischen Geheimen Konzilium jährlich vorgelegt werden musste.
Die erste Bestattung fand am 16. Februar 1724 statt, als der italienische Schauspieler Johann Carl Philipp Molteno zu Grabe getragen wurde. Im selben Jahr folgten 27 weitere Bestattungen. Unter Friedrich August II. erhielten am 9. September 1738 ausnahmslos alle Katholiken die Erlaubnis, sich auf dem katholischen Friedhof beerdigen zu lassen. Neben Bewohnern Dresdens war es auch Katholiken aus „Neustadt, Leipzig und in anderen benachbarten Orten“ erlaubt, ihre letzte Ruhe in Dresden zu finden. Infolgedessen wurde der Alte Katholische Friedhof bald zu klein und daher 1740 und 1742 erweitert. Die Verordnung Augusts des Starken, den Friedhof auf alle Zeit unverändert zu lassen, war bereits mit der königlichen Weisung aus dem Jahr 1738 aufgehoben worden. Im Jahr 1842 erfolgte durch Bischof Franz Laurenz Mauermann eine dritte Erweiterung des Friedhofs auf seine heutige Größe. Auf dem neuen, schmaleren Land wurde noch im selben Jahr die Michaelskapelle errichtet, die am 7. September 1842 geweiht wurde. Im Jahr 1914 erhielt sie einen Anbau, in dem Balthasar Permosers Kreuzigungsgruppe aufgestellt wurde, und ein neues Portal mit dem Relief Kreuztragender Christus von Matthias Corr. Neben dem Eingang befinden sich zwei Gedenkkreuze für Mitglieder des Wettiner Königshauses.
Im Jahr 1995 wurden das Torhaus und die Friedhofsmauer umfangreich saniert.

## Grabstätten

### Grabkunst

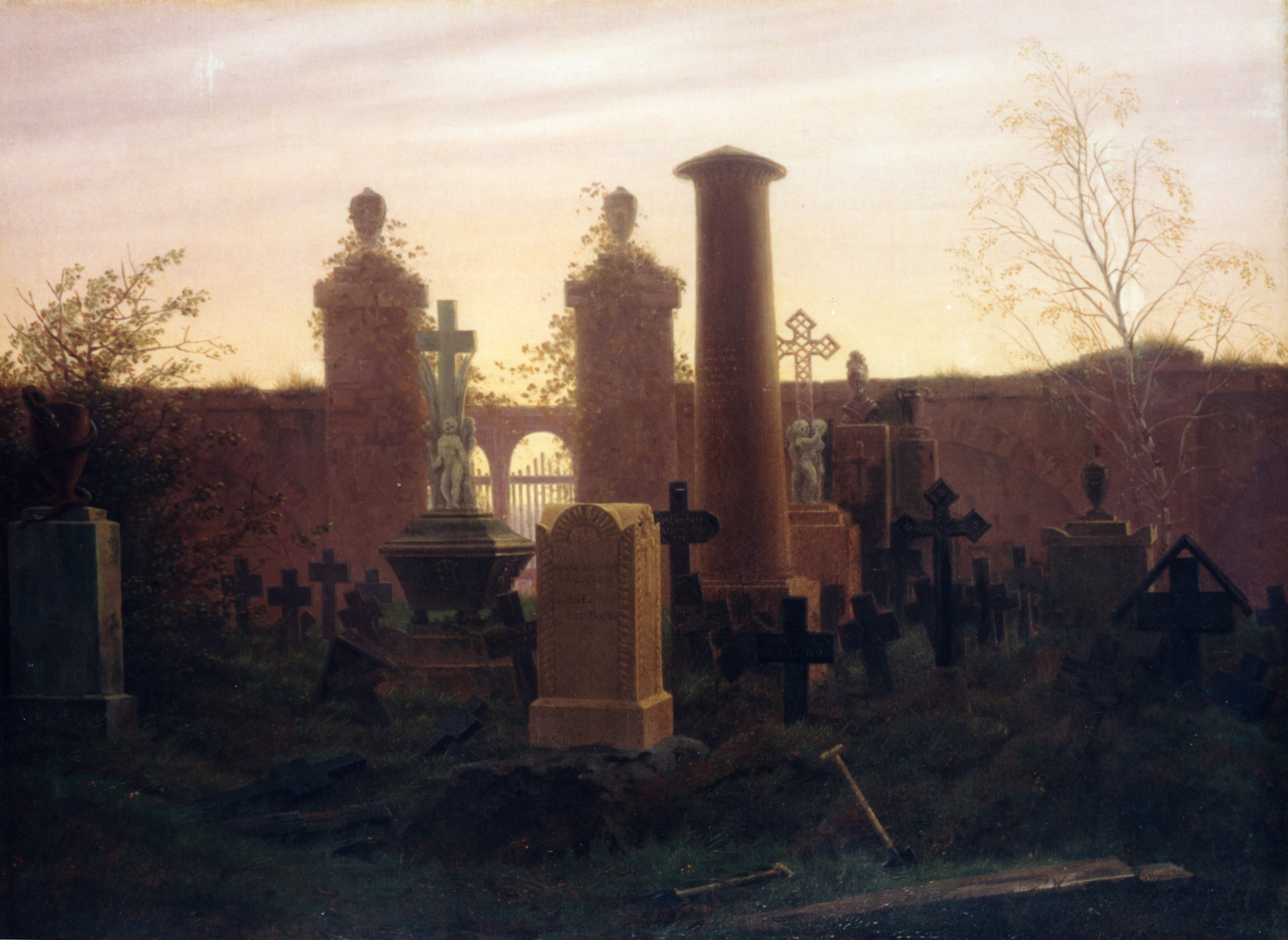
Caspar David Friedrich – Kügelgens Grab (1822)

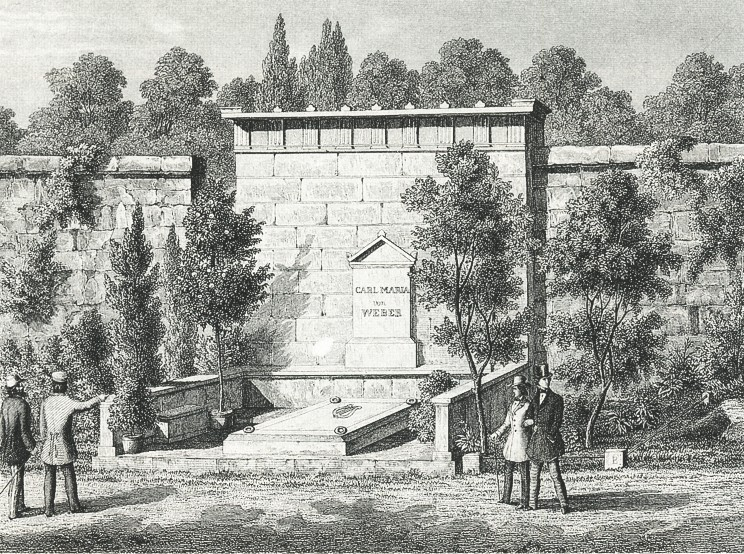
Gustav Täubert – Carl Maria von Webers Grabmal (um 1845)

Im 18. und 19. Jahrhundert entwickelten sich Friedhöfe, darunter der Alte Katholische Friedhof, „zu Stätten, auf denen die Bildhauer sich vorzugsweise zeigten. Es brach eine wahre Leidenschaft für stattliche Grabdenkmäler an.“ Auf dem Alten Katholischen Friedhof wirkte unter anderem Franz Pettrich. Er schuf gemeinsam mit Traugott Leberecht Pochmann (1762–1830) das Grabdenkmal seines Lehrers Giovanni Battista Casanova sowie in Alleinarbeit unter anderem das Grabrelief für Bischof Johann Alois Schneider und die Grabfigur für Maria Therese von Dressler und Scharfenstein. Sein „unbestritten empfindungsvollstes Werk“ ist das Grabmal für seine beiden verstorbenen Ehefrauen. Es zeigt auf einem Sarkophag eine ruhende Frau, die in ihrer Hand zwei Mohnkapseln hält und damit den Tod einem ewigen Schlaf gleichstellt. Vor dem Sarkophag befindet sich Pettrichs eigenes, schlichtes Grab.
Berühmt wurde Gerhard von Kügelgens schlichter Grabstein, den Caspar David Friedrich auf seinem 1822 geschaffenen Gemälde Kügelgens Grabstein verewigte. Der Originalstein wurde nach dem Zweiten Weltkrieg durch eine Kopie ersetzt. Das Grab Carl Maria von Webers, der erst 1844 auf Betreiben Richard Wagners nach Dresden überführt wurde, stammt von Gottfried Semper, dem Erbauer der Dresdner Semperoper.
Balthasar Permoser, einer der bedeutendsten Bildhauer des Barock, fand ebenfalls auf dem Alten Katholischen Friedhof seine letzte Ruhe. Im Alter von 80 Jahren fertigte er seinen eigenen Grabschmuck. Die große Kreuzigungsgruppe, die sein Grab ursprünglich zierte, wurde 1888 zuerst restauriert und schließlich aus Witterungsgründen in die Kapelle überführt, die zu diesem Zweck 1914 einen Anbau erhielt. Auch die Figur neben Permosers Grab, die die Begräbnisstätte eines Unbekannten ziert, wird heute als ein Werk Permosers angesehen.
Künstlerisch interessant ist zudem das Grab des Generalmajors Baron Georg O’Byrn (1864–1942), dessen Portraitbüste auf dem Grabstein von Georg Wrba stammt. Die Porträtmedaillons der Gräber von Maciej Wodziński und Gräfin Josepha Agnes Puchalska fertigte Ernst Rietschel. Der Schriftsteller Otto Rudert bezeichnete den Alten Katholischen Friedhof aufgrund zahlreicher künstlerisch wertvoller Grabmäler auch als „Grabkunstinsel“.
Das Relief Guter Hirte im Zentrum der Priestergruft I wurde von dem Bildhauer Otto Zirnbauer geschaffen, der von 1935 bis 1942 in Dresden wirkte.

### Persönlichkeiten, die hier ihre letzte Ruhestätte gefunden haben

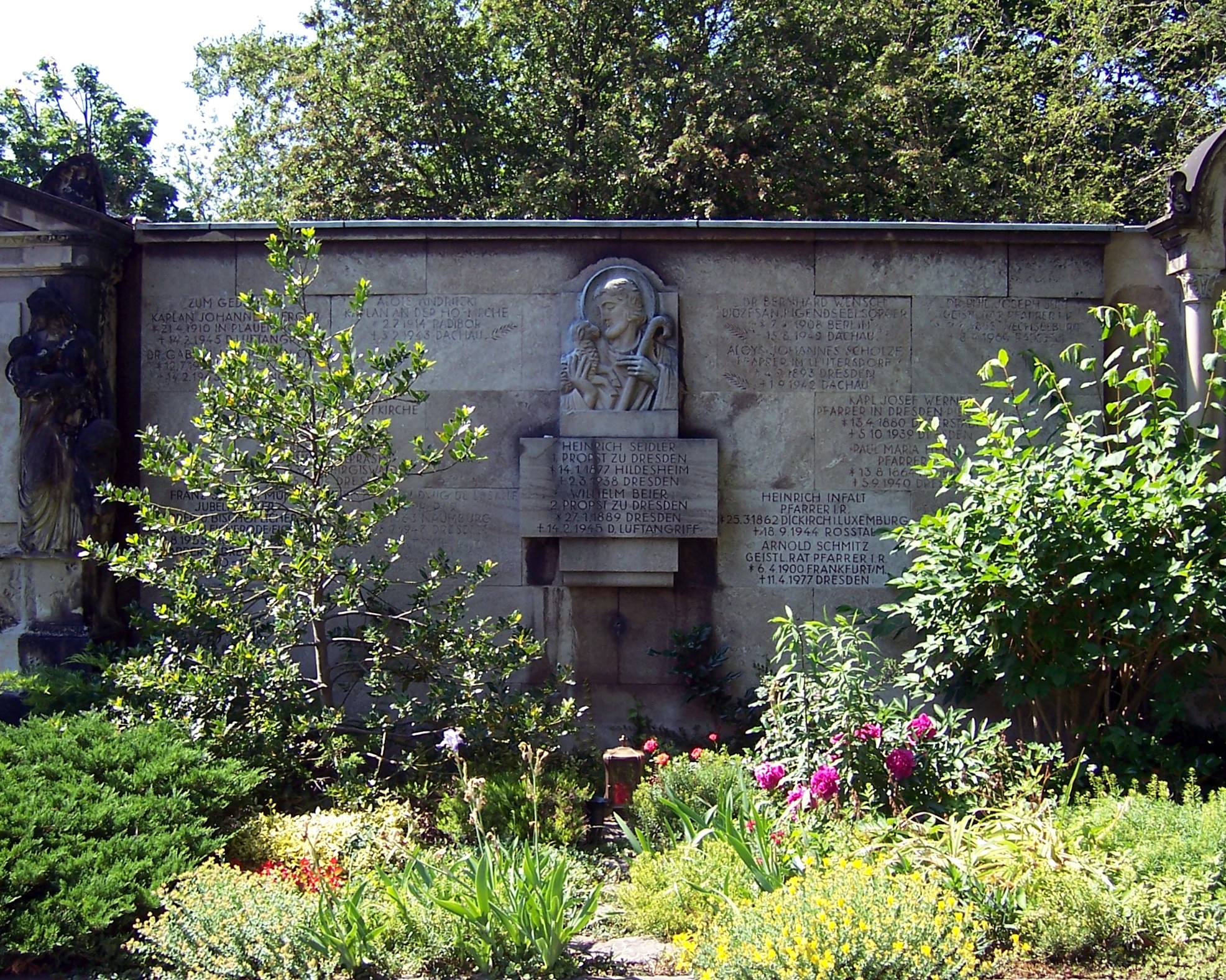
Priestergruft I

Auf dem Alten Katholischen Friedhof befinden sich Gräber katholischer Bildender Künstler, Komponisten, Sänger und Schriftsteller. Eine Besonderheit bilden zwei Grüfte für Geistliche. In der Priestergruft I, die ein Relief von Otto Zirnbauer (1903–1970) ziert, waren die Urnen von den im Konzentrationslager Dachau verstorbenen Geistlichen Alois Andritzki, Aloys Scholze und Bernhard Wensch bestattet. Die Urnen dieser drei Priester wurden 2011 im Rahmen des Seligsprechungsprozesses Andritzkis in einer Prozession zur Katholischen Hofkirche überführt. Auch beim Luftangriff auf Dresden getötete Geistliche fanden in der ersten Priestergruft ihre letzte Ruhe. In der Priestergruft II, deren Christusrelief von Hugo Peters stammt, befinden sich Gräber von nach 1945 verstorbenen Geistlichen. Auf einer größeren Grabfläche hinter der Kapelle liegen zahlreiche Gräber von Mitgliedern der Kongregation der Schwestern von der hl. Elisabeth, die seit 1860 in Dresden wirken. Alle Gräber sehen sich ähnlich und zeigen eine weiße Schrift auf schwarzem Grund mit einem einfachen weißen Kreuz.

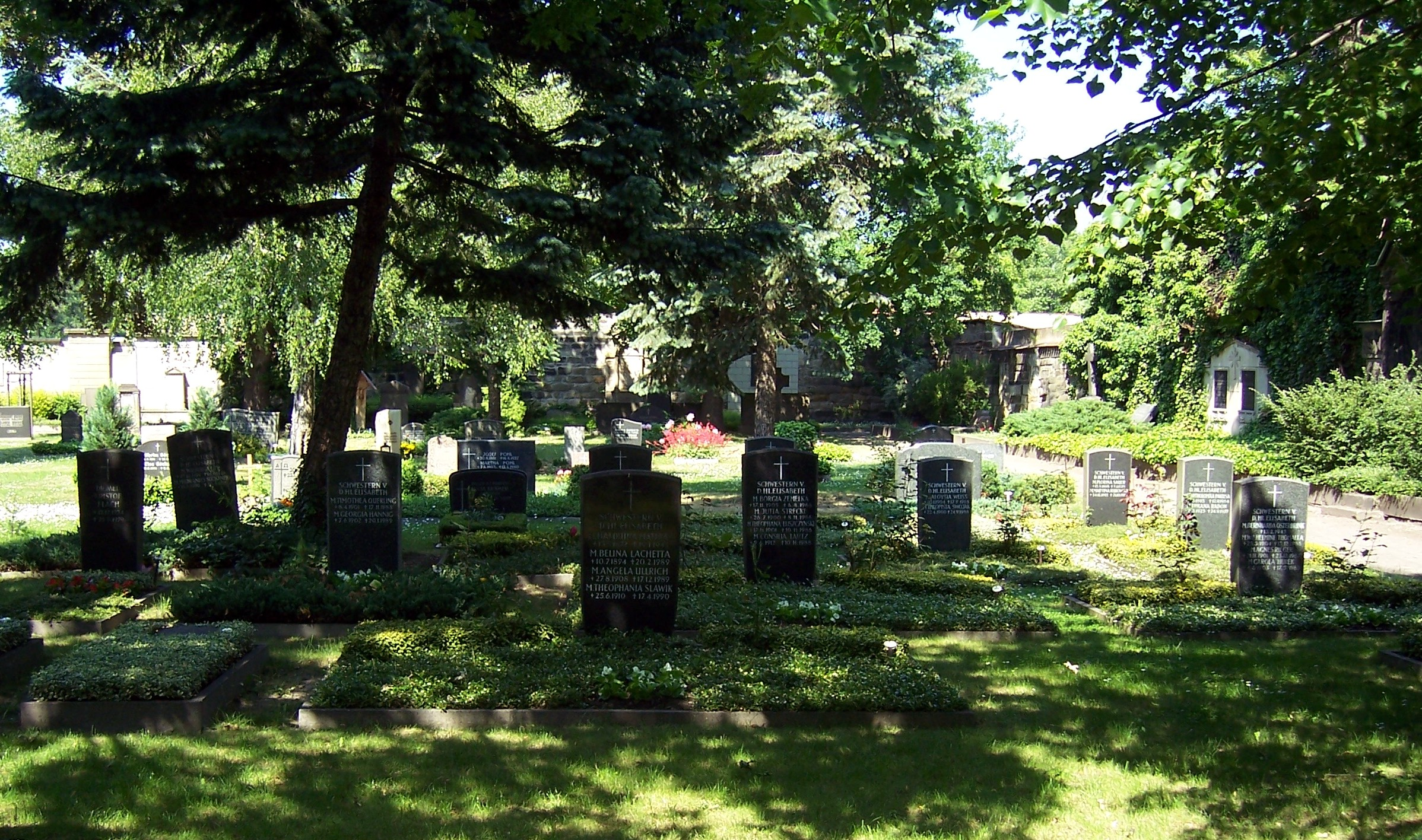
Gräber der Elisabethschwestern

Auf dem Friedhof fanden zahlreiche italienische Künstler, aber auch Unternehmer ihre letzte Ruhe. Sie waren teilweise schon unter August dem Starken nach Dresden gekommen. Viele von ihnen waren am Bau der Katholischen Hofkirche ab 1738 beteiligt (vgl. „Italienisches Dörfchen“). Der Franzose Zacharias Longuelune, der Entwürfe für die Hofkirche lieferte, fand auf dem Friedhof ebenso seine letzte Ruhe wie der Italiener Lorenzo Mattielli, der 78 überlebensgroße Figuren für die Kathedrale schuf. Auch das neoklassizistische Grabmal der Eheleute Giovanni Ercole Samuele Torniamenti († 12. Januar 1890), Besitzer des Café Reale auf der Brühlschen Terrasse, und ihres früh verstorbenen Sohns, des Malers Carlo Torniamenti, sowie die Gräber des Malers Ermenegildo Antonio Donadini und seines Sohns Ermenegildo Carlo Donadini (1876–1955) befinden sich auf dem Alten Katholischen Friedhof.
Von ursprünglich rund 120 Gräbern polnischer Katholiken haben sich rund 37 auf dem Friedhof erhalten. Es handelt sich um Gräber von Polen, die einerseits bereits unter August dem Starken zum sächsischen Hof gehörten, andererseits erst nach dem Scheitern des Novemberaufstands 1830 als Emigranten nach Dresden kamen.

### Gräber

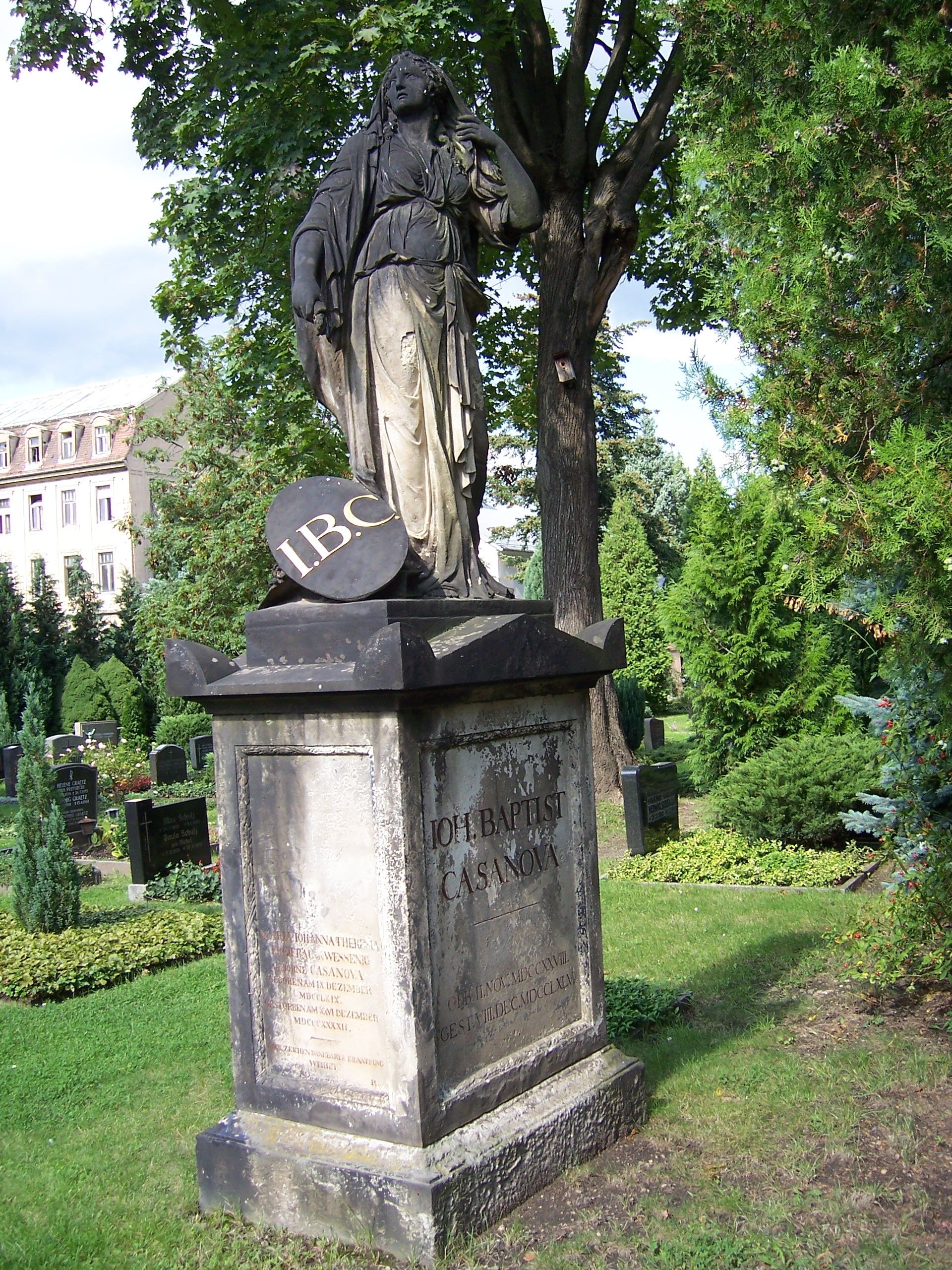
Grab von Giovanni Battista Casanova

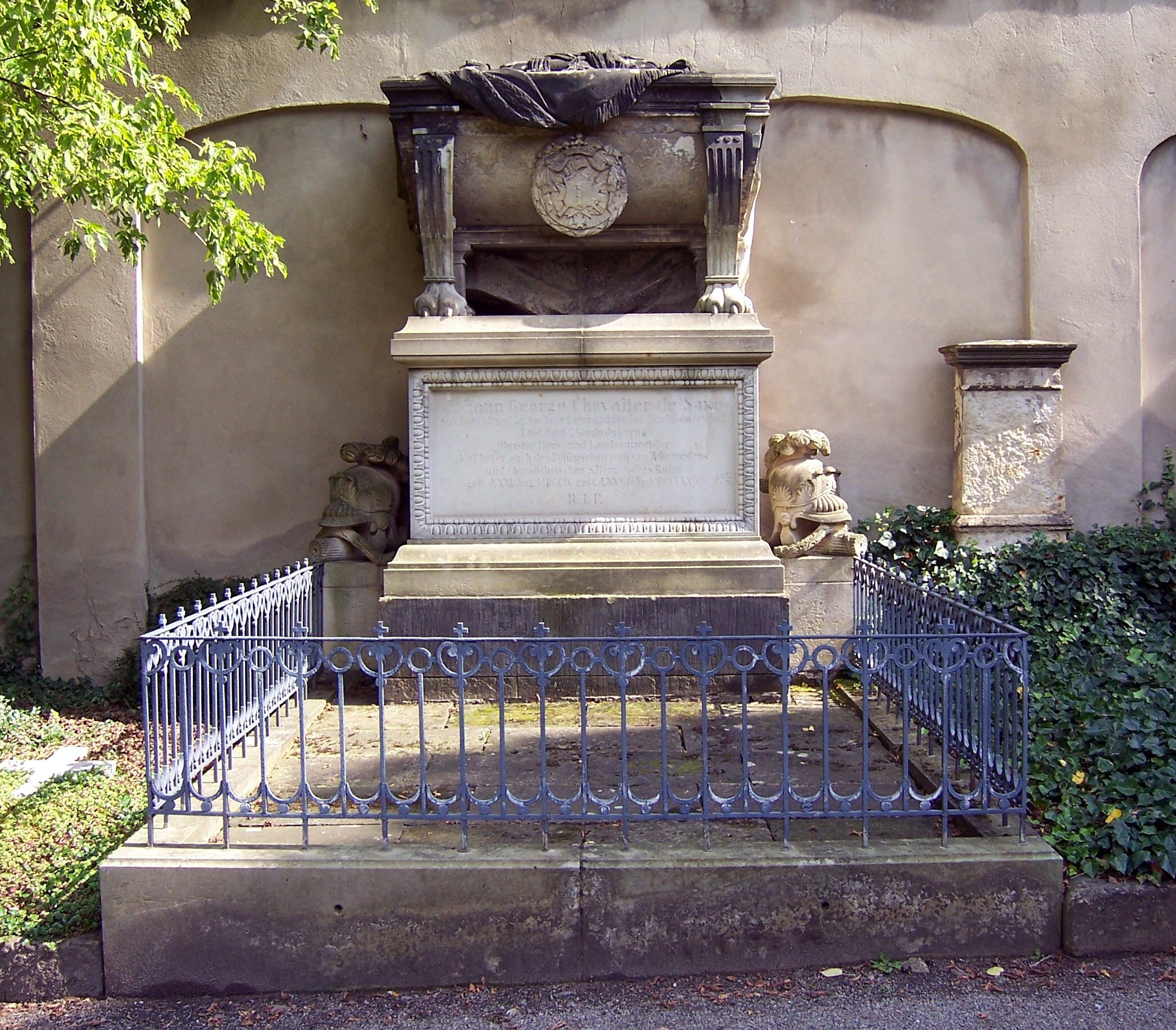
Grab von Johann Georg Chevalier de Saxe

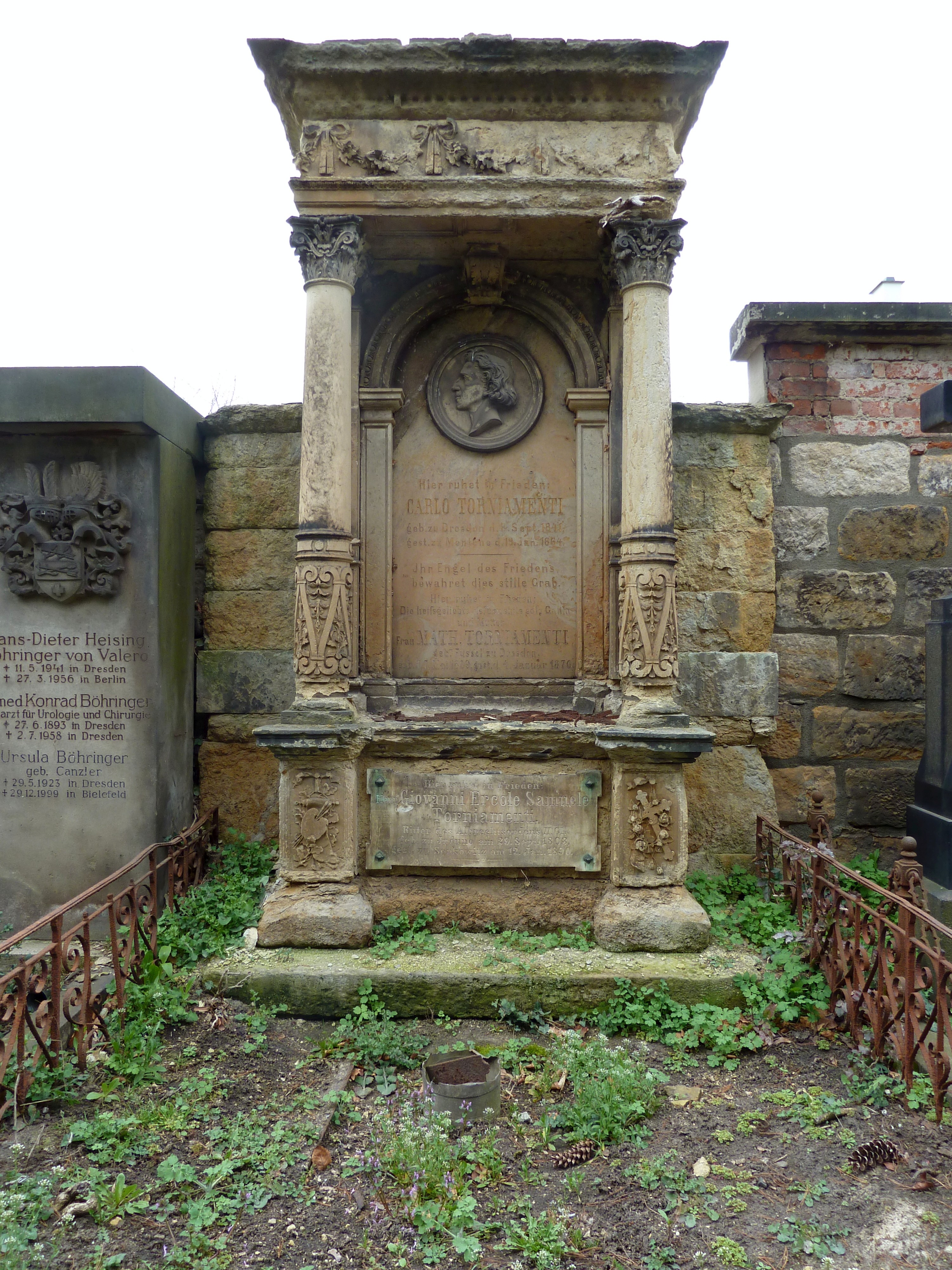
Grab von Carlo Torniamenti

- Alois Andritzki (1914–1943), Kaplan, Urne 2011 in die Katholische Hofkirche überführt
- Franz Bernert (1811–1890), Bischof und Apostolischer Vikar in den Sächsischen Erblanden
- Theodor Blumer (1881–1964), Komponist und Dirigent
- Rudolf Bockelmann (1892–1958), Kammersänger
- Bartolomeo Bosco (1793–1863), Zauberkünstler
- Kazimierz Brodziński (1791–1835), Dichter
- Giovanni Battista Casanova (1730–1795), Bildhauer[15]
- Irene von Chavanne (1863–1938), Sängerin
- Eberhard Deutschmann (1926–2005), Bauingenieur
- Joseph Dittrich (1794–1853), Bischof und Apostolischer Vikar in den Sächsischen Erblanden
- Ermenegildo Antonio Donadini (1847–1936), Maler
- Ermenegildo Carlo Donadini (1876–1955), Maler und Restaurator
- Anton Dreyssig (1774–1815), Musiker
- Othmar Faber (1927–2008), Geistlicher
- Leonhard Fanto (1874–1940), Maler
- Ludwig Forwerk (1816–1875), Bischof und Apostolischer Vikar in den Sächsischen Erblanden
- Johann Christian Götze (1692–1749), Bibliothekar
- Dieter Grande (1930–2016), Geistlicher und Publizist
- Ernst Julius Hähnel (1811–1891), Bildhauer (Replik, 2016 aufgestellt)
- Joseph Herrmann (1800–1869), Bildhauer
- Karol Boromeusz Hoffman (1798–1875), polnischer Jurist und Schriftsteller[16]
- Johann Centurius von Hoffmannsegg (1766–1849), Botaniker
- Ernst Hottenroth (1872–1908), Bildhauer
- Johann Georg Chevalier de Saxe (1704–1774), illegitimer Sohn Augusts des Starken
- Auguste Charlotte von Kielmannsegge (1777–1863), Spionin
- Hadwig Klemperer (1926–2010), Philologin und Herausgeberin
- Karl August Krebs (1804–1880), Grabstein: Carl August Miedke gen. Krebs, Hofkapellmeister
- Mary Krebs-Brenning (1851–1900), Pianistin
- Aloyse Krebs-Michalesi (1824–1904), Opernsängerin
- Edmund Kretschmer (1830–1908), Komponist
- Gerhard von Kügelgen (1772–1820), Maler
- Franziska Martloff (1788–1865), Sängerin und Schauspielerin
- Marvelli jr. (1932–2008), Zauberkünstler
- Franz Laurenz Mauermann (1780–1845), Bischof und Apostolischer Vikar in den Sächsischen Erblanden
- Klaus Mertens (1931–2014), Architekturwissenschaftler und Bauforscher
- Karl Borromäus von Miltitz (1781–1845), Dichter und Komponist
- Georg O’Byrn (1864–1942), Generalmajor
- Alexander von Oer (1841–1896), Bauingenieur
- Theobald von Oer (1807–1885), Maler
- Gustaw Olizar (1798–1865), Dichter
- Elisabeth Maria Magdalena Antonia von Olsufjew, Ehefrau von Alexej Adamowitsch Olsufjew, einem Förderer sozialer Projekte
- Ferdinand Pauwels (1830–1904), Maler
- Balthasar Permoser (1651–1732), Bildhauer
- Franz Pettrich (1770–1844), Bildhauer
- Albrecht Joseph von Sachsen (1934–2012), Historiker
- Friedrich von Schlegel (1772–1829), Philosoph und Dichter
- Johann Alois Schneider (1752–1818), katholischer Bischof
- Aloys Scholze (1893–1942), Pfarrer, Urne 2011 in die Katholische Hofkirche überführt
- Franz Anton Schubert (1768–1824), Komponist
- Franz Seydelmann (1748–1806), Komponist
- Karl Sontag (1828–1900), Schauspieler
- Kurt Striegler (1886–1958), Komponist
- Josef Eduard Tammer (1883–1959), Maler
- Joseph Tichatschek (1807–1886), Opernsänger
- Carl Ulbricht (1904–1981), Politiker
- Harald Walther (1929–2013), Paläobotaniker
- Carl Maria von Weber (1786–1826), Komponist
- Max Maria von Weber (1822–1881), Eisenbahningenieur
- Hermann Joseph Weisbender (1922–2001), Generalvikar
- Bernhard Wensch (1908–1942), Jugendseelsorger, Urne 2011 in die Katholische Hofkirche überführt
- Elżbieta Zimmermann (1943–2007), Förderin der deutsch-polnischen Aussöhnung

### Nicht erhaltene Gräber und Gedenksteine

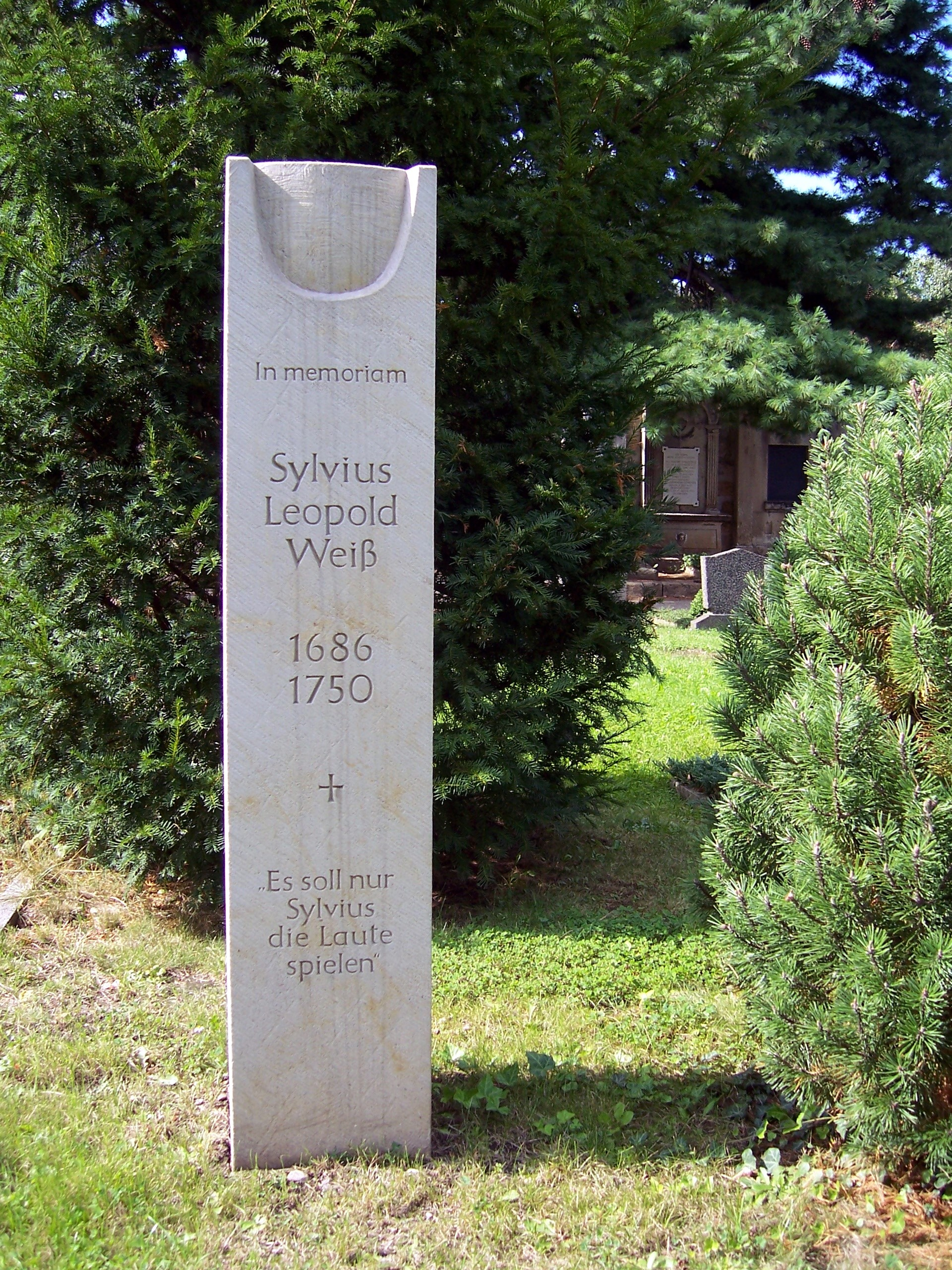
Gedenkstele für Silvius Leopold Weiss

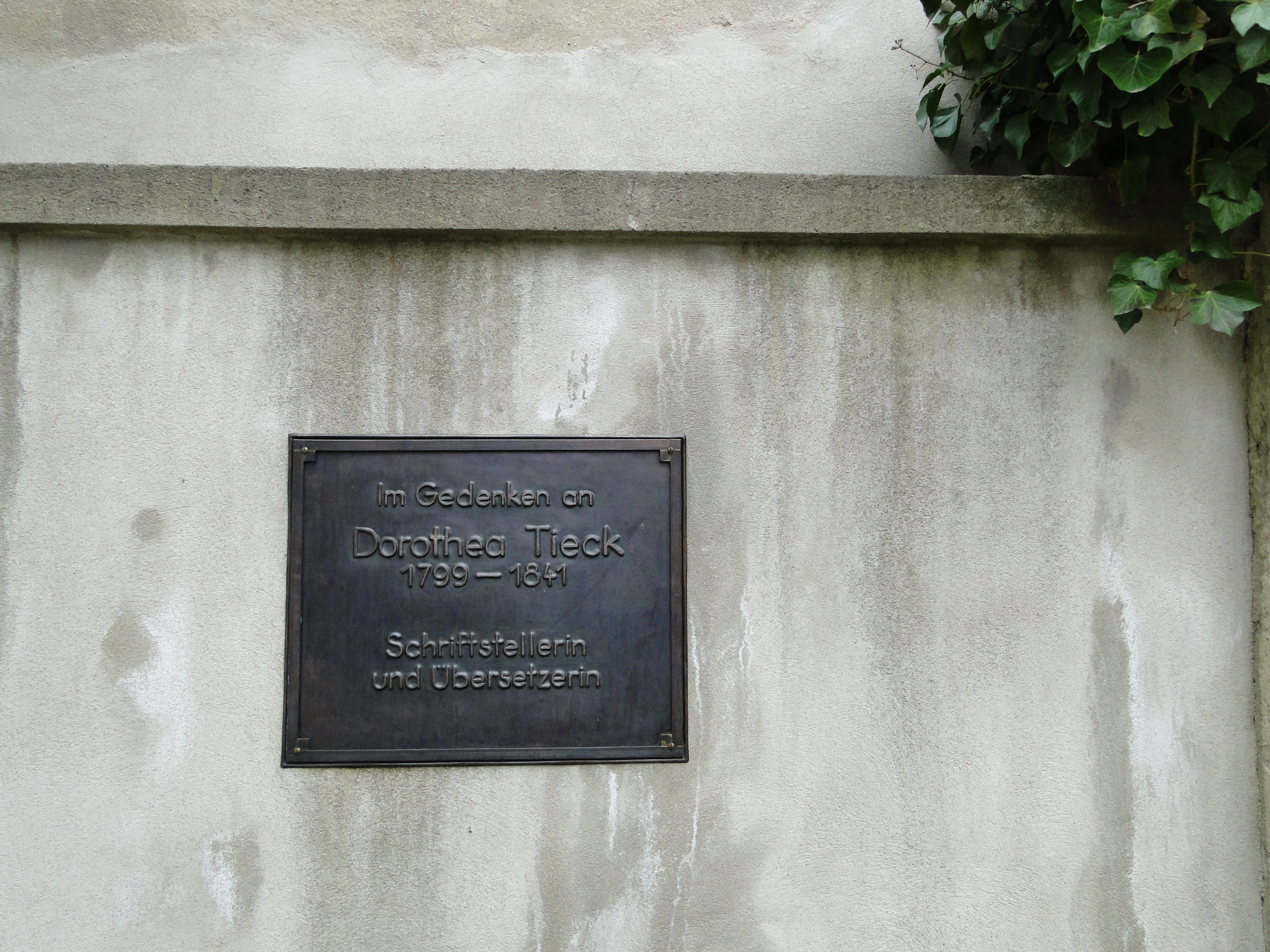
Gedenktafel für Dorothea Tieck

Seit der Gründung des Friedhofs wurden Gräber aufgelöst, Grabsteine wurden zerstört oder gingen verloren. Einige dieser Grabsteine konnten restauriert werden, wiederum andere ersetzte man durch Gedenksteine. Dazu zählt der Gedenkstein für den Bildhauer Lorenzo Mattielli, den der Bildhauer Christian Hempel im Jahr 2001 geschaffen hat. Er bildet mit seinem konvexen Abschluss das Gegenstück zum Gedenkstein für den Komponisten Jan Dismas Zelenka, den Christian Sieg 1996 schuf und dessen Endstück eine konkave Viertelkugel aufweist. Auch die Grabsteine der Hofmusiker Silvius Leopold Weiss und Francesco Maria Cattaneo gingen verloren und wurden durch eine Gedenkstele ersetzt. An die Übersetzerin Dorothea Tieck, Tochter des Schriftstellers Ludwig Tieck, erinnert eine Gedenktafel.
Gräber, die nicht erhalten, jedoch auch nicht durch einen Gedenkstein ersetzt wurden, waren unter anderem die von:
- Luigi Bassi (1766–1825), Sänger
- François Coudray (1678–1727), Bildhauer
- Anton Bernhard Fürstenau (1792–1852) und dessen Sohn Moritz Fürstenau (1824–1889), Flötisten
Ein Gedenkstein für Moritz Fürstenau wurde am 6. Mai 2018 auf dem Originalgrabplatz eingeweiht.[17]
- Friedrich August Kummer (1797–1879), Cellist
- Zacharias Longuelune (1669–1748), Architekt des Barock
- Alexander Jakob Lubomirski (1695–1772), General
- Johann Aloys Miksch (1765–1845), Sänger
- Joseph Schuster (1748–1812), Komponist
- Thaddäus Ignatius Wiskotschill (1753–1795), Bildhauer

Auf dem Alten Katholischen Friedhof befinden sich auch Gedenkkreuze für Mitglieder des Wettiner Königshauses. Vor der Kapelle befinden sich die Gedenkkreuze für König Johann von Sachsen und seine Frau Amalie Auguste von Bayern (linkes, dunkles Kreuz) sowie seiner Schwester, der Lustspielautorin Amalie von Sachsen, der mit dem weißen Kreuz rechts neben dem Kapelleneingang gedacht wird. Weitere Gedenkkreuze auf dem Friedhof erinnern an Maria Kunigunde von Sachsen und Johann Georg von Sachsen, Bruder des letzten sächsischen Königs Friedrich August III. Die meisten Gräber von Mitgliedern des Wettiner Königshauses seit 1700 befinden sich heute in der Gruft der Katholischen Hofkirche.